# Stanislaus Latalski
Stanislaus Latalski Graf von Labischin (polnisch Stanisław Latalski hrabia z Łabiszyna; * 1535; † 11. Dezember 1598) war ein Starost von Inowrazlaw und Schlochau.

## Leben

### Herkunft und Familie
Stanislaus war Angehöriger der polnischen Grafen Latalski. Seine Eltern waren der Woiwode von Posen, Janusz Latalski († 1557) und Barbara Kretkowska. Er vermählte sich am 24. Oktober 1563 mit Georgia Prinzessin von Pommern (1531–1574), einer Tochter von Herzog Georg I. und Margareta von Brandenburg. Aus der Ehe ging eine Tochter Marianna († 1599) hervor, welche seit 1584/1585 mit Andrzej Czarnkowski (1560–1618) dem Woiwoden von Kalisch vermählt war.

### Werdegang
Latalski war seit 1556 Starost von Inowroclaw Nach dem Tod des Vaters erhielt er am 2. Juli 1557 auch die Starostei Schlochau. Gemeinsam mit seinen Brüdern erbte er 1558 die Hälfte von Łekno bei Exin und verglich sich mit seinem Bruder Janusz 1562 wegen Schlochau. Zu diesem Zeitpunkt war er auch königlicher Sekretär und Abgeordneter aus Großpolen zum Sejm von 1562/1563. Zu Latalski sind umfangreiche Besitzerwerbungen dokumentiert, so bspw. 1566 die Hälfte der Stadt Netzwalde. Inowroclaw übergab er nach königlichem Konsens von 17. Dezember 1592 an seinen Schwiegersohn.